# La Robine-sur-Galabre
La Robine-sur-Galabre è un comune francese di 333 abitanti situato nel dipartimento delle Alpi dell'Alta Provenza della regione della Provenza-Alpi-Costa Azzurra.

## Società

### Evoluzione demografica
Abitanti censiti